# Galswinta
Galswinta o Galsuinda (que en germánico significa «fortaleza en la fe»; Toledo, 540-Soissons, 567) fue una princesa visigoda y reina de Neustria.

## Biografía

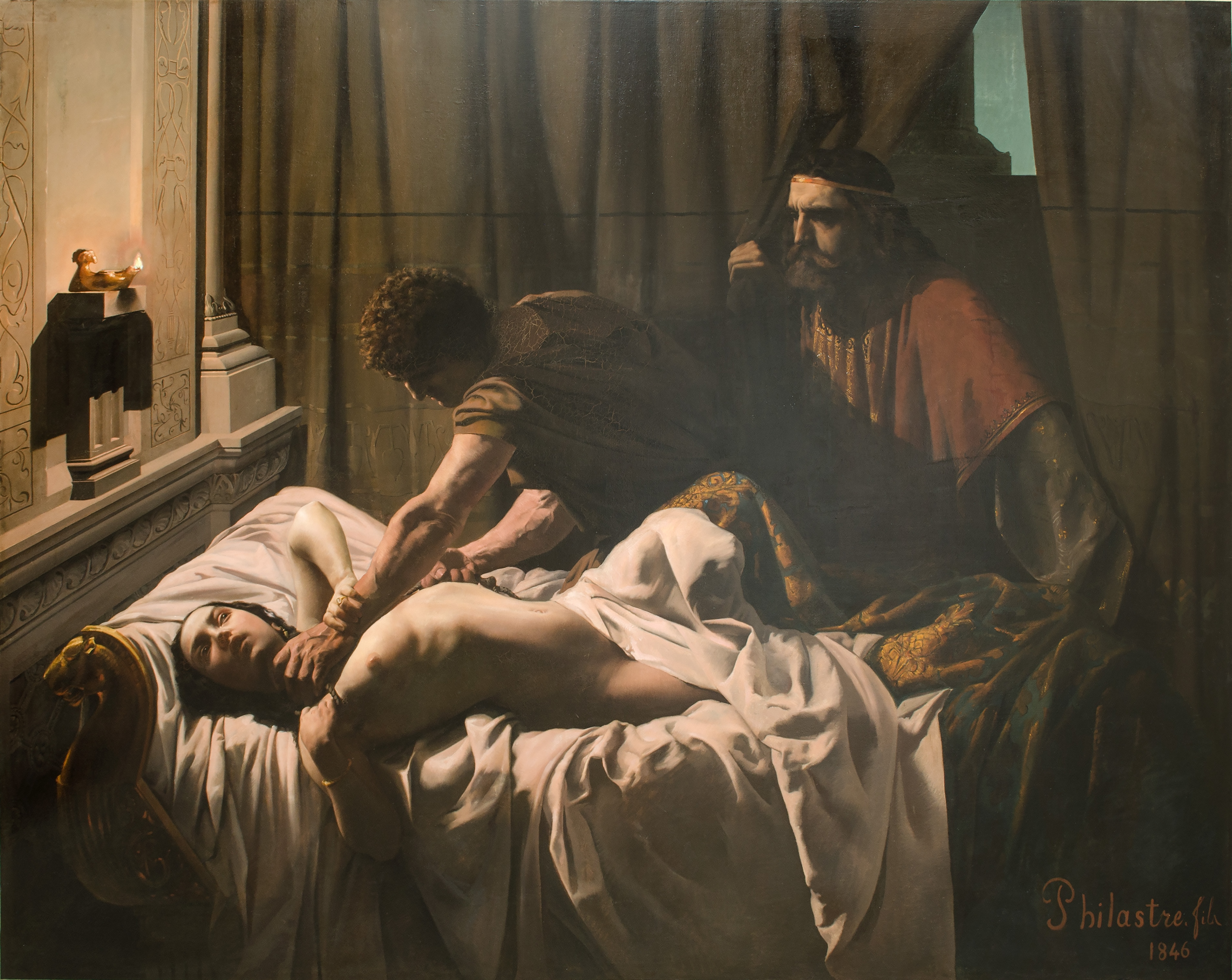
Asesinato de la reina Galswinta,
Museo municipal de Soissons

Era hija del rey visigodo Atanagildo y fue prometida al rey franco de Neustria, Chilperico I, mientras que su hermana Brunegilda lo fue con el rey de Austrasia, Sigeberto I. El rey Chilperico ya estaba casado con Audovera, con quien había tenido seis hijos, pero logró anular su matrimonio en 565 para casarse con Galswinta; sin embargo, no abandonó a su amante, Fredegunda.
El matrimonio fracasó rápidamente debido a la actitud de Chilperico I, quien se negó a abandonar su disipada vida. Galswinta quiso entonces regresar a la corte visigoda, pero ese mismo año murió su padre Atanagildo, debilitándose así su posición política, lo que resultó en su asesinato en el año 567, atribuido a Fredegunda. Galswinta murió estrangulada en el lecho real. Un tiempo más tarde Chilperico I contrajo matrimonio con Fredegunda.
El asesinato de su hermana provocó en Brunegilda un profundo rencor hacia Chilperico y Fredegunda, y forzó a su marido Sigeberto a que se enfrentara con ellos. Primero exigió a Chilperico I la devolución de la dote que había aportado Galswinta, pero el rey de Neustria se negó a hacerlo; posteriormente entrarían en guerra, situación que se mantuvo hasta la muerte de Brunegilda, ya octogenaria.